# Aybastı
Aybastı ist eine Stadtgemeinde (Belediye) im gleichnamigen Ilçe (Landkreis) der Provinz Ordu am Schwarzen Meer und gleichzeitig eine Gemeinde der 2013 geschaffenen Büyüksehir belediyesi Ordu (Großstadtgemeinde/Metropolprovinz) in der Türkei. Seit der Gebietsreform 2013 ist die Gemeinde flächen- und einwohnermäßig identisch mit dem Landkreis.
Die Stadt liegt ca. 52 km südwestlich der Provinzhauptstadt Altınordu, dem ehemaligen Ordu. Ihr Stadtlogo zeigt unter zwei Ringern die Jahreszahl 1957, die ein Hinweis auf das Jahr der Erhebung zur Gemeinde sein könnte.
Der Kreis bestand bis zu seiner Bildung als Nahiye Aybastı im Kreis Gölköy (die Belediye Esenli als Hauptort sowie 30 Dörfer). Er wurde geschaffen durch das Gesetz Nr. 7033, der erste Landrat (Kazım Türkmen) trat am 1. März 1959 seinen Dienst an.
(Bis) Ende 2012 bestand der Landkreis neben der Kreisstadt aus den drei Stadtgemeinden (Belediye) Alacalar, Çakırlı und Pelitözü sowie acht Dörfern (Köy), die während der Verwaltungsreform 2013 in Mahalle (Stadtviertel, Ortsteile) überführt wurden, die zehn existierenden Mahalle der Kreisstadt blieben erhalten. Den Mahalle steht ein Muhtar als oberster Beamter vor.
Ende 2020 lebten durchschnittlich 1.063 Menschen in jedem dieser 21 Mahalle, 6.623 Einw. im bevölkerungsreichsten (Esenli Mah.).

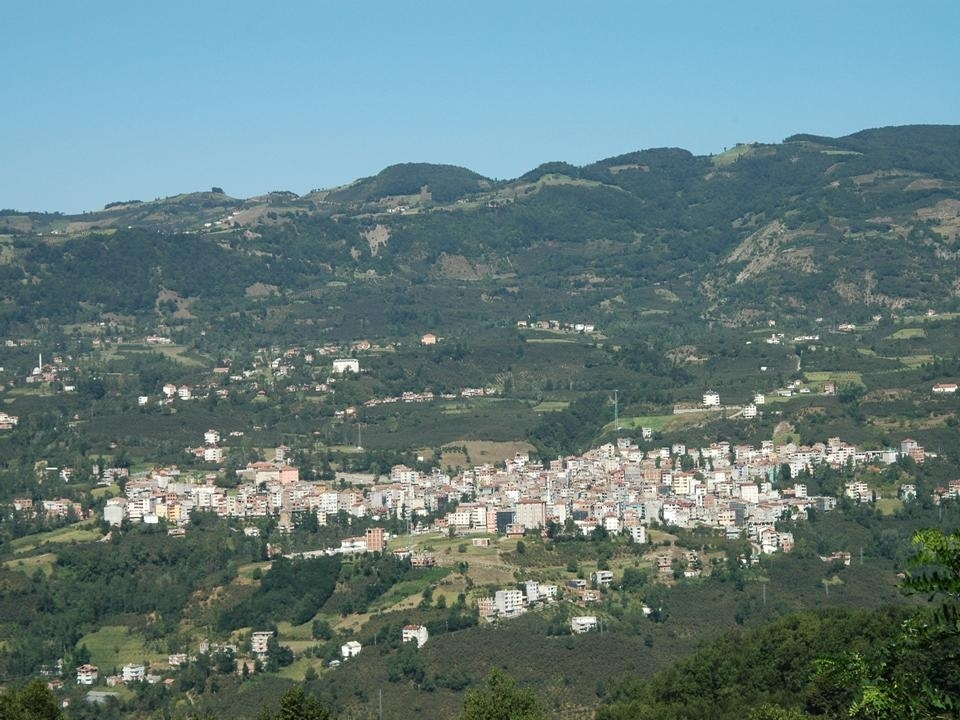
Panoramablick auf Aybastı

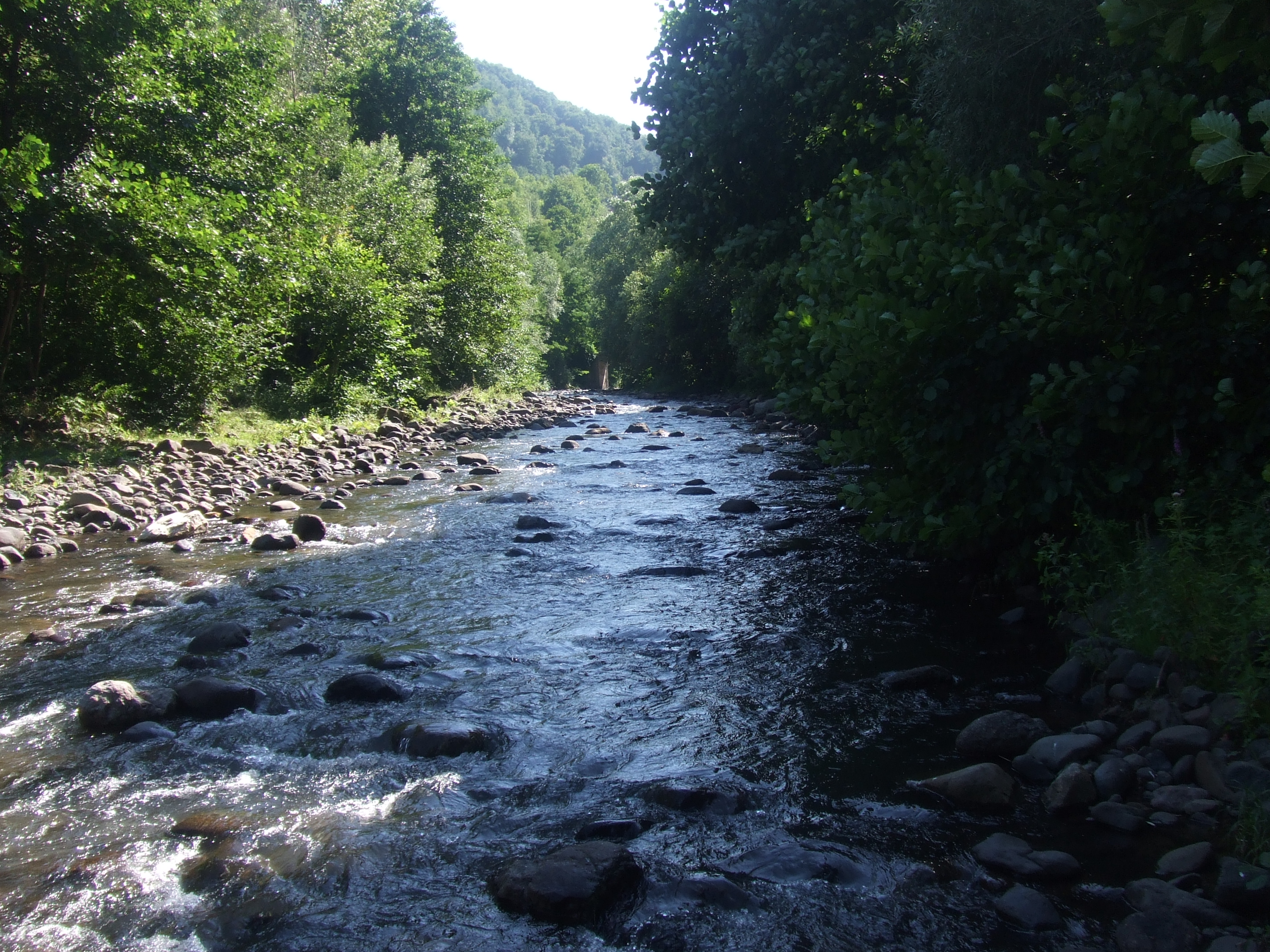
Der Fluss Aybastı